# Federlesen

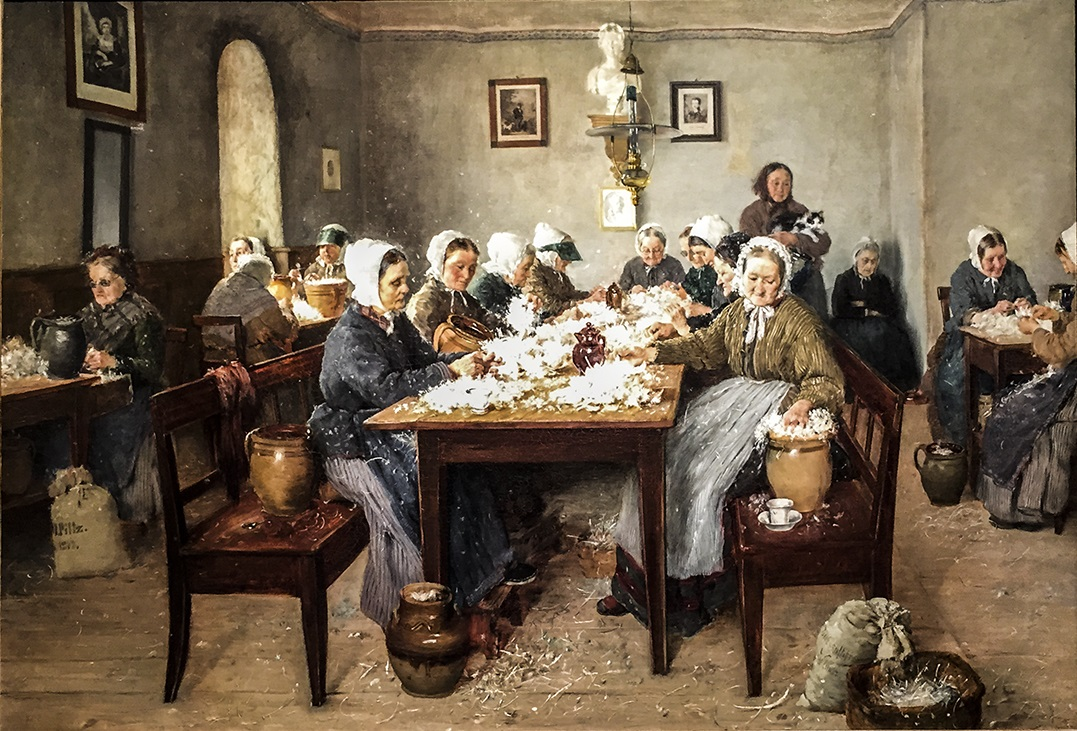
Der Begriff soll vom Federnlesen kommen. Gemälde von Otto Piltz Federschleissen an einem Novemberabend (1877)

Der Begriff Federlesen (auch im Genitiv Federlesens) wird in der deutschen Redewendung Nicht viel Federlesen(s) machen im Sinne von: nicht zu viele Umstände um etwas oder jemanden machen oder nicht zu viel Rücksicht nehmen verwendet. Im Mittelhochdeutschen hatte vederlesen noch die Bedeutung schmeicheln, eigentlich die Federn von einer vornehmen Person beflissentlich ablesen oder abklauben. Man sagte über die Schmeichler auch, sie seien Federklauber. Wie es zu dem Ausdruck kam, erkennt man aus einigen Textstellen zum Beispiel bei Johann Geiler von Kaysersberg „Also thun die Frawen, lesen die Federlin ab, [...] nit ein stöblin muß an iren kleidern sin.“
Die alte Form im Genitiv hat sich erhalten, da es sich um eine feste Redewendung handelt: ohne viel (des) Federlesens zu machen – ohne viel Federlesens. Der Ausdruck „ohne viel Aufhebens“ ist gleichbedeutend und enthält ebenfalls einen erstarrten Genitiv. In  beiden Fällen lässt der Duden heute auch die Form ohne Genitivendung zu: ohne viel Federlesen/ohne viel Aufheben. Andere Wörterbücher machen dies aber nicht.

## Wortherkunft
Das Wort „vederlesen[s]“ taucht erstmals im 13. Jahrhundert bei Friedrich von Sonnenburg im Zusammenhang mit den Schmeichlern auf, und auch bei Berthold von Regensburg, der offenbar die Höflinge als „smetzer, trügener, smeicher und vederleser“ bezeichnet. Die gleiche Bedeutung hatte auch vederklūben. Die Bemühung, Höhergestellten lästige Flaumfedern vom Kleid zu nehmen, wurde im Mittelalter verstanden als Schmeichelei und gleichzeitig als Ausdruck übertriebener Sauberkeit und Umständlichkeit; ohne viel Federlesens meint demnach „nicht viel Umstände machen“.
Eine andere Herkunft erklärt sich nach Gerhard Augst mit der Gewinnung von Federn für die Federbetten, wenn nach dem Schlachten der Gänse das Federnrupfen begann und die Federn nach ihrer Güte sortiert wurden. Dieses Bild des sorgfältigen Aussuchens ergäbe die heutige Bedeutung des Federlesens.
Das Grimmsche Wörterbuch zieht einen weiteren Umstand zur Erklärung der Redensart vom Federlesen in Betracht: Der Raubvogel verzehrt das ergriffene Huhn, ohne zuerst umständlich Federn zu rupfen.
Nach Lutz Röhrich könnte im Zusammenhang mit der schmeichlerischen Sitte, hochgestellten Würdenträgern die Federn „weg-zu-lesen“, die auf ihrem Weg ihren Kleidern „angeflogen“ waren, die gegenteilige Redewendung mit jemand kurzen Prozess machen zustande gekommen sein; nach Verfall dieser Sitte änderte sich die Bedeutung in mit unnützem Tun seine Zeit vertrödeln.

## Beispiele
- Sebastian Franck schrieb 1541 über „Liebkoser und Fäderleser“, dass sie ihren Herren „die Oren melckend, lupffend und unter alle Ellenbogen Küsslin“ (=kleine Kissen) schieben.[11]
- Bei Goethe „Nicht so vieles Federlesen! Laß mich immer nur herein; Denn ich bin ein Mensch gewesen, Und das heißt ein Kämpfer sein.“ (So beantwortet im West-östlicher Divan ein Dichter vor dem Tor zum Paradies die Frage nach seinen zu Lebzeiten erlittenen Wunden.[12])
- Bei Schiller brummt Fiesco „Nicht viel Federlesens, Heide! man hat noch mehr zu thun.“ (Die Verschwörung des Fiesco zu Genua[13])
- Bei Lessing in Anti-Goeze „Ich, einfältiger Tropf, stehe bei ihm und lese ihm ruhig die Federn vom Kleid.“[14]

## Sonstige Verwendung des Begriffes
Federlesen oder Federklauben wurden früher auch als medizinische Begriffe für Crocidismus (Carphologia) verwendet.